# Fernando Cervigón
Fernando Cervigón (Valencia, España, 1930-Caracas, Venezuela, 17 de mayo de 2017) fue un ictiólogo y biólogo marino español. En 1960, se residenció en Venezuela, específicamente en la Isla de Margarita, estado Nueva Esparta.
Descubrió y describió numerosas especies de peces, incluido el roughshark del Caribe. Fue autor de numerosas obras sobre los peces y el medio ambiente oceánico de Venezuela incluyendo Los Peces Marinos de Venezuela. Fundador y presidente del Museo del Mar, de la Isla de Margarita, Nueva Esparta, Venezuela.
Fue fundador de la Universidad Monteávila, en donde se desempeñó como Vicerrector Académico, Profesor, conferencista y publicó diversas obras de carácter humanístico.
Además de sus trabajos científicos publicó numerosas obras relacionadas con aspectos de la naturaleza y la idiosincrasia humana de los isleños y se ha interesado por la historia regional y su proyección nacional. Entre estos temas merecen destacarse Gentes de Cubagua 1961, Paraguachoa, 1977, La Carpintería de Ribera en la Isla de Margarita, 1988, Cubagua 500 años, 1997, y Las perlas en la historia de Venezuela, 1998. Recibió en 1988 el Premio Nacional de Ciencias. En 2002, fue elegido individuo de número de la Academia de Ciencias Físicas, Matemáticas y Naturales.

## Nuevas especies marinas descritas para la ciencia
- Oxinotus caribbaeus (1961)[7]

Clasificación: Elasmobranquios (tiburones y rayas) (sharks and rays) > Squaliformes (bramble, sleeper and dogfish sharks) > Oxynotidae (rough sharks)
Tamaño: Max length : 49.0 cm TL macho / no sexado; common length : 39.0 cm TL macho / no sexado
Medio ambiente: Marino batidemersal; rango de profundidad 402-457 m
- Batrachoides manglae (1964)[8]
- Emblemariopsis randalli (1965)[9]

Nombre: Emblemariopsis randalli Género: Emblemariopsis Especie: randalli
- Mycteroperca cidi (1966)[10]

Mycteroperca cidi nov. sp. Una nueva especie de Mycteroperca de las costas de Venezuela (Pisces-Serranidae)
- Protemblemaria punctata (1966)[11]

Nombre: Protemblemaria punctata Género: Protemblemaria Especie: punctata
- Stellifer griseus (1966)[12]
- Coriphopterus venezuelae (1966)[13]
- Cynoscion similis (Randall & Cervigón, 1968)[14]
- Emblemaria diphiodontis (Stephens & Cervigón, 1970)[15]
- Calliclinus nudiventris (1978 Chile)[16]
- Jenkinsia párvula (1978)[17]
- Citharichthys minutus (1982)[18]
- Sparisoma griseorubra (1982)[18]
- Anchoviella manamensis (1985)[19]
- Citharichthys valdezi (1986)[20]
- Anchoviella perezi (1986)[21]
- Emblemariopsis ramirezi (2009)[22]
- Ophioscion gomezi (2011)